# Ускршњи рок маратон
Ускршњи рок фестивал, скраћено УРМ, музички је фестивал који се сваке године у време Ускрса одржава у Шапцу.

## Досадашња издања
| Година     | Датум                      | Извођачи                                                                          | Изв.          |
| ---------- | -------------------------- | --------------------------------------------------------------------------------- | ------------- |
| 2012.      | 14. април                  | · ОРЛ · Топаловићи · · Скепса · Добро поље · Инвазија                             | [ 1 ]         |
| 2012.      | 15. април                  | · · Анемона · · · Мидгард · Гале и Најда                                          | [ 1 ]         |
|            |                            |                                                                                   |               |
| 2013.      | 4. мај                     | ОРЛ · · · Иза тамних наочара · Дадо Топић и                                       | [ 2 ] [ 3 ]   |
| 2013.      | 5. мај                     | · Спрж · · · Анемона · Мидгард · Тања Јовићевић и                                 | [ 2 ] [ 3 ]   |
|            |                            |                                                                                   |               |
| 2014.      | 19. април                  | · · Спрж · · С.А.Р.С.                                                             | [ 4 ]         |
|            |                            |                                                                                   |               |
| 2015.      | 11. април                  | Андадаси · · · ДСДС · · Енормна блајсна · Спрж · Рамбо Амадеус                    | [ 5 ] [ 6 ]   |
| 2015.      | 12. април                  | ·                                                                                 | [ 5 ] [ 6 ]   |
| 2015.      | 13. април                  |                                                                                   | [ 5 ] [ 6 ]   |
|            |                            |                                                                                   |               |
| 2016.      | 1. мај                     | · Гоблини                                                                         | [ 7 ]         |
|            |                            |                                                                                   |               |
| 2017.      | 15. април                  | Маре Марини · Клуз · Канда, Коџа и Небојша                                        | [ 8 ]         |
| 2017.      | 16. април                  | Баз · Спрж · Никола Врањковић                                                     | [ 8 ]         |
|            |                            |                                                                                   |               |
| 2018.      | 7. април                   | Порт 808 · Маре Марини и Ретровизор · ·                                           | [ 9 ]         |
| 2018.      | 8. април                   | · · Спрж · Тресе лупа удара                                                       | [ 9 ]         |
|            |                            |                                                                                   |               |
| 2019—2021. | Фестивал се није одржавао. | Фестивал се није одржавао.                                                        | [ 10 ]        |
|            |                            |                                                                                   |               |
| 2022.      | 24. април                  | Бозоја · · Андрејин крст · Спрж · Контра комитет · Ехотон · Лутке на концу        | [ 10 ]        |
|            |                            |                                                                                   |               |
| 2023.      | 16. април                  | Катул ферман · Призма · Витсаида · Андрејин крст · Спрж · Лу · Енкор · Буч Кесиди | [ 11 ] [ 12 ] |
|            |                            |                                                                                   |               |
| 2024.      | 5. мај                     | Андрејин крст · Спрж · Енкор · Мидгард · Никола Врањковић                         | [ 13 ]        |
|            |                            |                                                                                   |               |
| 2025.      | 20. април                  | Маре Марица Траварица · Корвус · Трње и камење · Спрж · · Артан Лили              | [ 14 ] [ 15 ] |